# Маррей, Пол
Пол Маррей (англ. Paul Murray; род. 8 мая 1977, Дурбан, Наталь) — австралийский лыжник, участник двух Олимпийских игр и пяти чемпионатов мира.

## Карьера
В Кубке мира Маррей дебютировал в декабре 2000 года, в феврале 2005 года впервые попал в тридцатку лучших на этапе Кубка мира, в спринте. Всего имеет на своём счету 4 попадания в тридцатку лучших на этапах Кубка мира, 1 в личных и 3 в командных гонках. Лучшим результатом Маррея в общем итоговом зачёте Кубка мира является 148-е место в сезоне 2004/05.
На Олимпиаде 2006 года в Турине был 51-м в спринте свободным стилем.
На Олимпиаде-2010 в Ванкувере показал следующие результаты: спринт классическим стилем — 55-е место, командный спринт свободным стилем — 20-е место.
За свою карьеру принимал участие в пяти чемпионатах мира, лучший результат 14-е место в командном спринте на чемпионате мира 2007 года, в личных гонках не поднимался выше 31-го места.
Завершил спортивную карьеру по окончании сезона 2009/10. Использовал лыжи производства фирмы Fischer, ботинки и крепления Salomon.